# دائرة مجلس سامبال
دائرة مجلس سامبال أو سامبال فيدهان سبها(بالإنجليزية: Sambhal Assembly constituency): هي إحدى الدوائر الانتخابية في منطقة سامبال في ولاية أتر برديش في الهند.